# Marcenais
Marcenais  es una población y comuna francesa, situada en la región de Aquitania, departamento de Gironda. De su patrimonio destaca una iglesia templaria del siglo XII.

## Demografía
| 388 | 389 | 359 | 522 | 527 | 595 |
| Para los censos de 1962 a 1999 la población legal corresponde a la población sin duplicidades (Fuente: INSEE [Consultar]) |     |     |     |     |     |